# Lasiochlora diducta
Lasiochlora diducta är en fjärilsart som beskrevs av Walker 1861. Lasiochlora diducta ingår i släktet Lasiochlora och familjen mätare. Inga underarter finns listade i Catalogue of Life.